# William Clarke
William Clarke (ur. 11 kwietnia 1985 w Campbell Town) – australijski kolarz szosowy, zawodnik profesjonalnej grupy Trek-Segafredo.

## Najważniejsze osiągnięcia
2010
- 3. miejsce w Tour de Taiwan

2012
- 1. miejsce na 2. etapie Tour Down Under
- 1. miejsce podczas prologu Tour of Japan

2014
- 1. miejsce podczas prologu Tour of Japan
- 1. miejsce na 2. etapie Tour of Iran
- 2. miejsce w mistrzostwach Oceanii (jazda ind. na czas)
- 1. miejsce podczas prologu Tour de Kumano

2015
- 1. miejsce podczas prologu Herald Sun Tour

2016
- 1. miejsce na 1. i 4. etapie Tour de Taiwan
- 1. miejsce podczas prologu Österreich-Rundfahrt
- 1. miejsce podczas prologu Herald Sun Tour
- 1. miejsce na 3. etapie Volta a Portugal